# 張歸弁
张归弁（9世纪？—909年），字从冕，唐朝末年至五代十国后梁将领，清河人。
张归弁与兄张归霸、張歸厚归附黄巢，黄巢失败后，归附朱温，署为牙校。朱温为宣武军节度使，多次命张归弁结好邻镇，有行人之仪。光啟年间，跟随張存敬在内黄与幽州燕军交战，乾寧年间，率领偏师跟随葛從周在洹水抵御河东晋军。以前后功，表授检校工部尚书。大顺初年，参与攻讨兖州、郓州，张归弁辅佐朱友謙屯守单州，军声大振，后为齐州指挥使。青州王师范反朱温，派将领假作商人，挽车数十乘，藏匿兵器于其中，被张归弁察知擒获，齐州城得以安宁。次年春，青州军大举来伐，齐州兵少，有齐州都将康文爽等三人想要谋为外应，被张归弁擒诛，人心于是安定。张归弁发私钱，赏给士卒，青州平定后，超加检校右仆射，遥领爱州刺史。征讨荆州、襄州回师，转检校左仆射。天祐三年（906年）春，朱温入魏州诛牙军，魏州属县多反，张归弁与诸将讨平。张归弁在高唐中箭，朱温命赐鞍勒马一匹、金带一条。五月，命权知晋州。十一月，授晋州刺史，加检校司空。后梁建立，改滑州长剑指挥使。开平二年（908年）九月，晋军围平阳，张归弁统兵相救。解围后，加检校司徒。开平三年（909年）三月，因病去世在滑州私第。其子张汉融，梁亡，族诛。